# Route départementale 26 (Hautes-Pyrénées)
Pour les articles homonymes, voir Route départementale 26.
La route départementale 26, ou RD 26, est une route départementale des Hautes-Pyrénées reliant Lugagnan à Izaourt.

## Descriptif

### Longueur
L'itinéraire présente une longueur de 78,2 km.

### Nombre de voies
La RD 26 est sur la totalité de son tracé bidirectionnelle à deux voies.

### Tracé
La RD 26 traverse le département d'ouest en est à partir de Lugagnan depuis la route départementale D 13 et rejoint Izaourt à l'intersection de la route départementale D 825
Elle coupe la route départementale D 929 au niveau de Hèches et la D 938 au niveau de Bagnères-de-Bigorre.
Elle relie le Lavedan (Vallée de Castelloubon) à la vallée de la Barousse en passant par les Baronnies des Pyrénées.
Elle raccorde le Pays des Vallées des Gaves au Pays des Nestes.
Elle passe devant les grottes de Gargas.

## Communes traversées
- Lugagnan
- Saint-Créac
- Juncalas
- Arrodets-ez-Angles
- Ossun-ez-Angles
- Neuilh
- Astugue
- Trébons
- Pouzac
- Bagnères-de-Bigorre
- Uzer
- Bettes
- Esconnets
- Fréchendets
- Escots
- Asque
- Bulan
- Arrodets
- Laborde
- Esparros
- Labastide
- Lortet
- Hèches
- Bazus-Neste
- Saint-Arroman
- Montoussé
- Bizous
- Anères
- Nestier
- Montégut
- Aventignan
- Tibiran-Jaunac
- Sarp
- Izaourt

## Gestion, entretien et exploitation

### Organisation territoriale
En 2021, les services routiers départementaux sont organisés en cinq agences techniques départementales et 25 centres d'exploitation qui ont pour responsabilité l’entretien et l’exploitation des routes départementales de leur territoire.
La RD 26 dépend des agences du Pays des Vallées des Gaves et du Pays des Nestes et des centres d'exploitation de Bourg-de-Bigorre et de Saint-Laurent-de-Neste.

### Exploitation
En saison hivernale, le département publie une carte des conditions de circulation (C1 circulation normale, C2 délicate, C3 difficile, C4 impossible).

## Galerie

Sélection de vues des villages traversés.
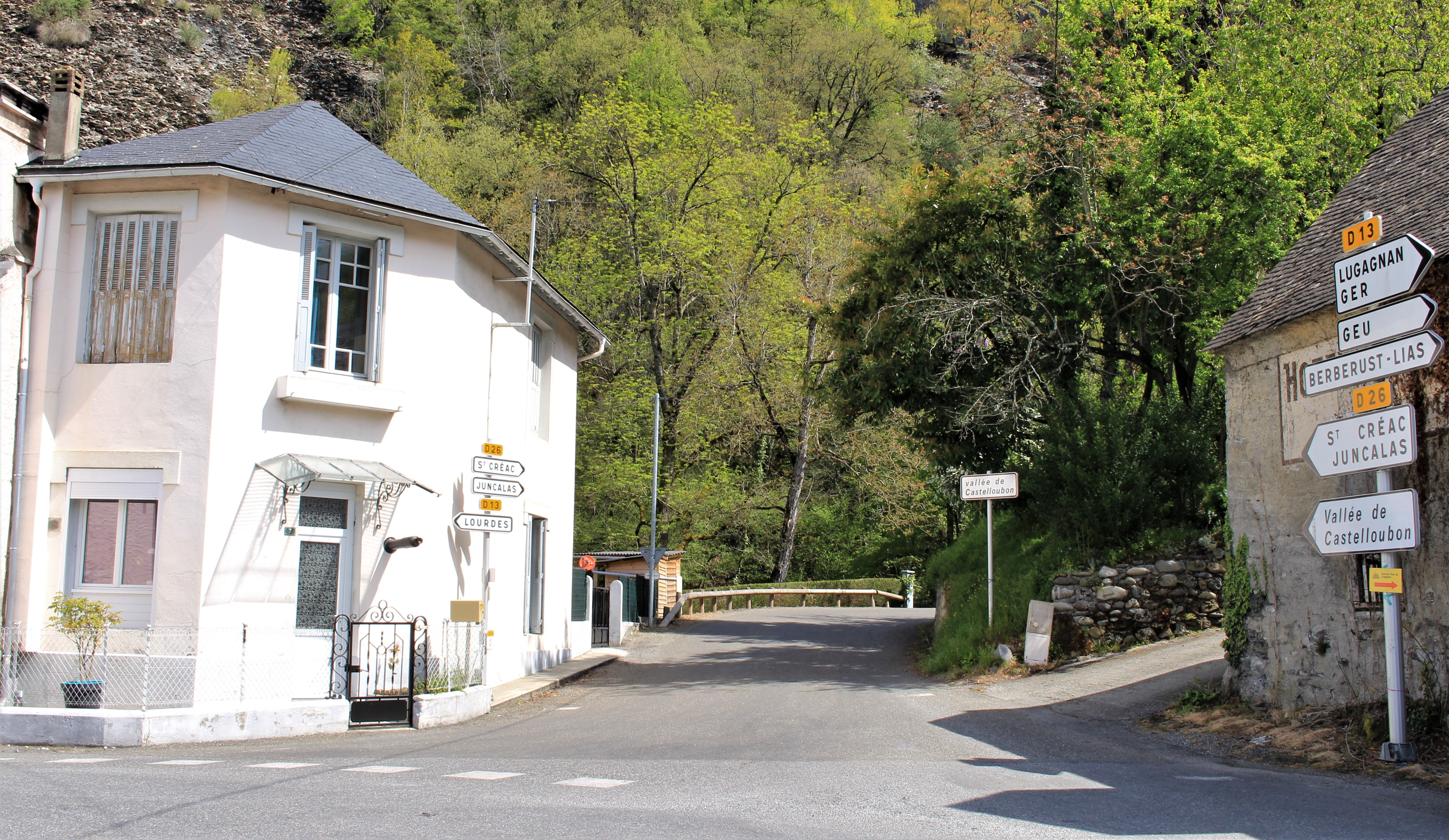
Début de la route.
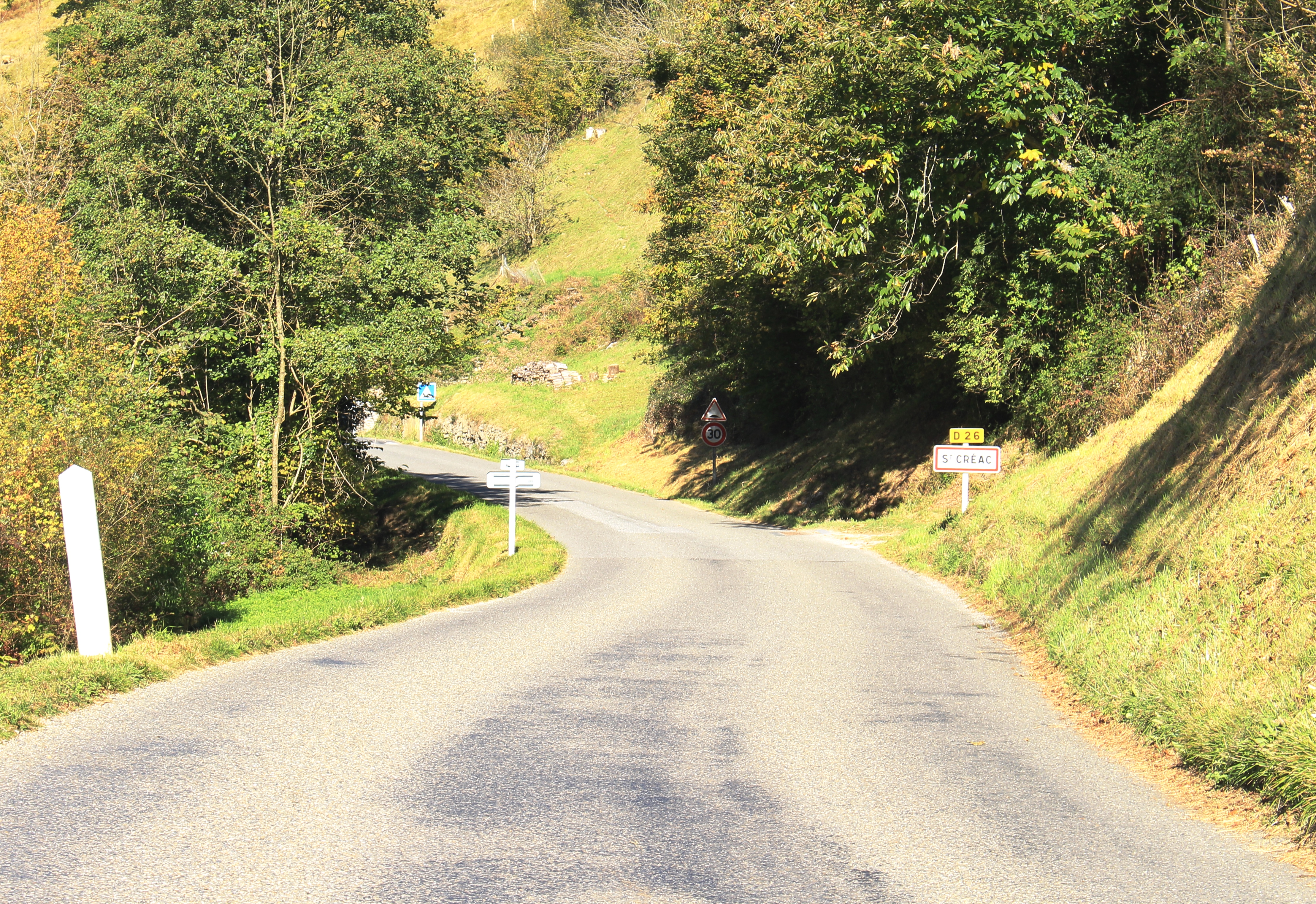
Entrée Est de St-Créac.
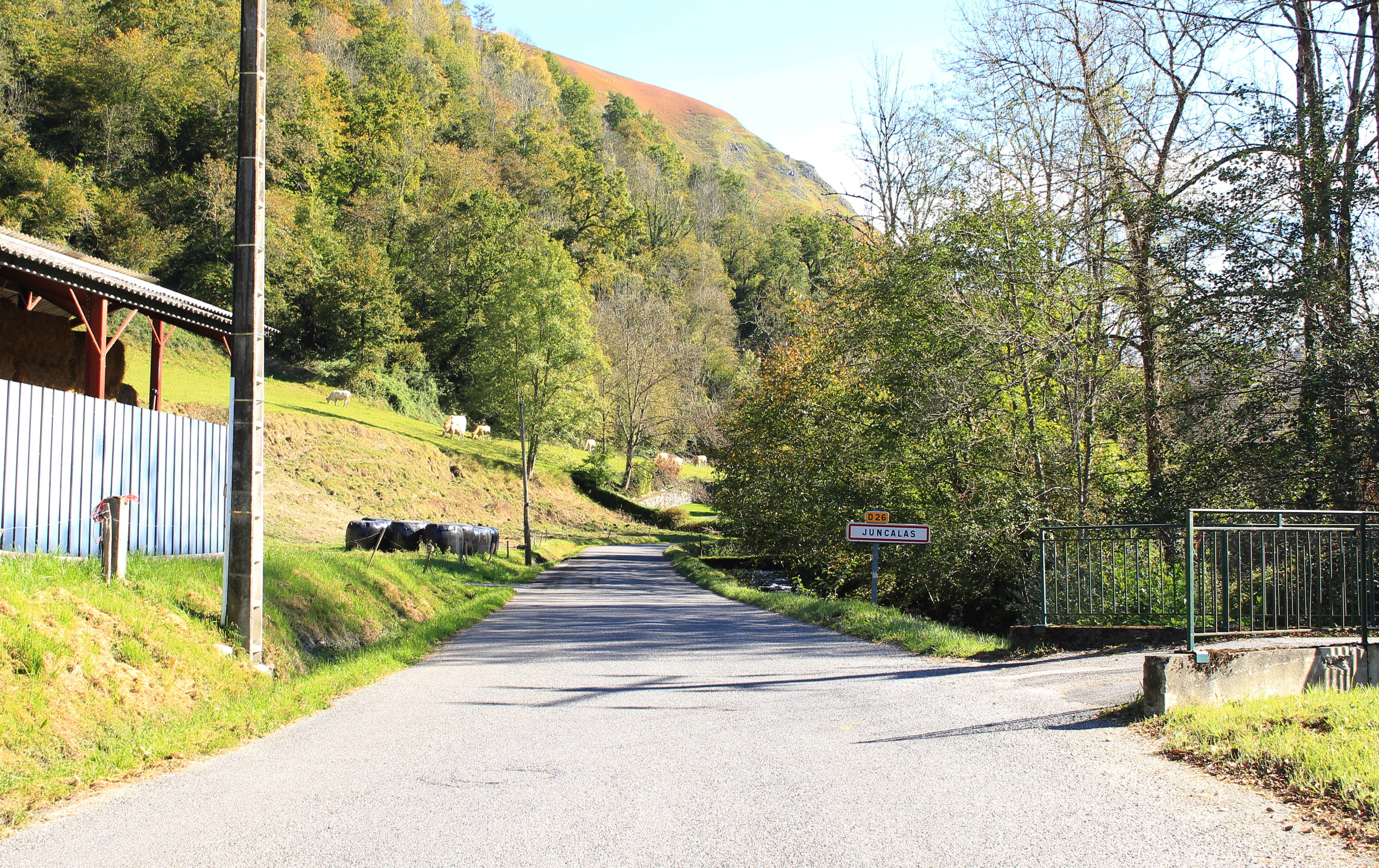
Entrée Ouest de Juncalas.
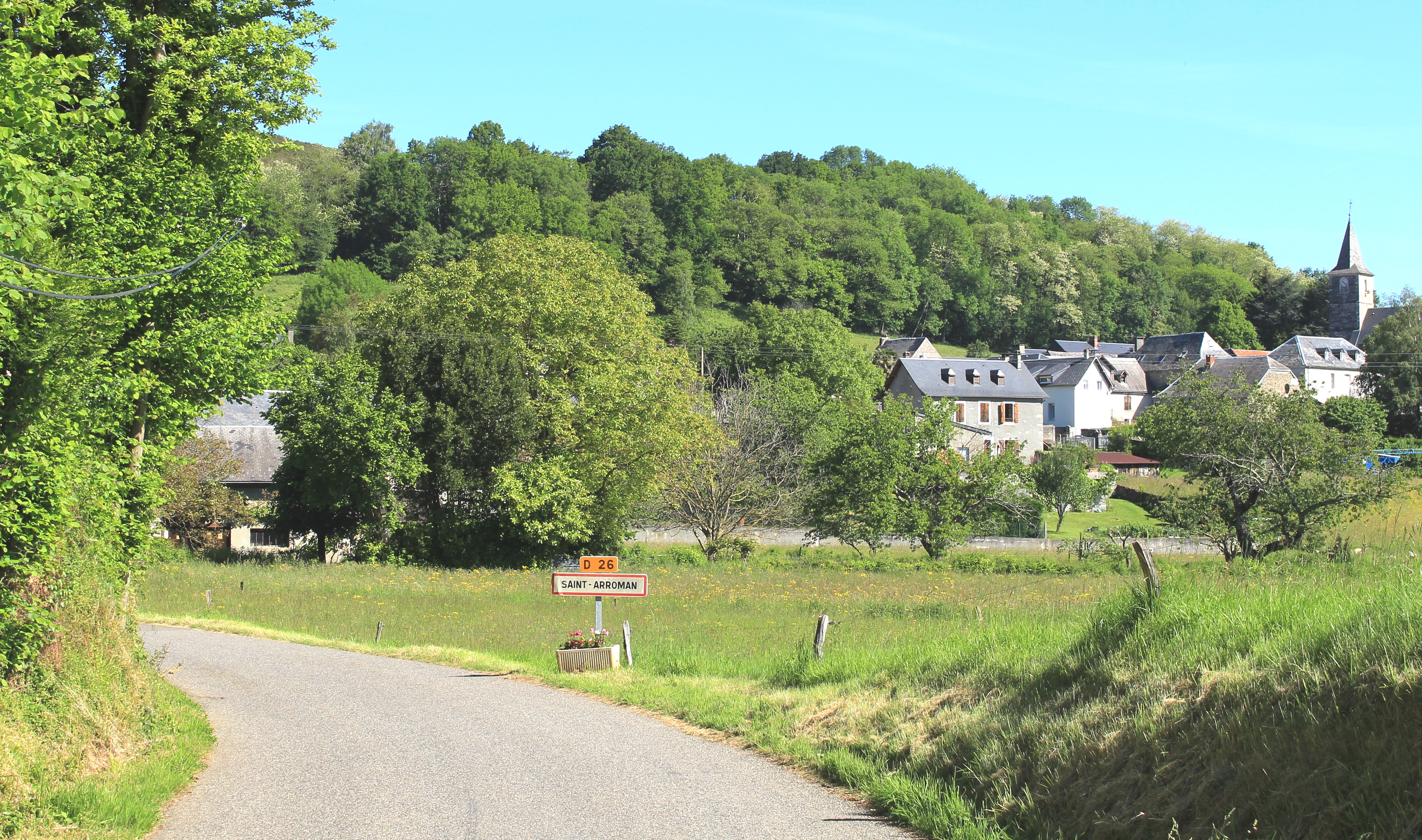
Entrée Sud de St-Arroman.
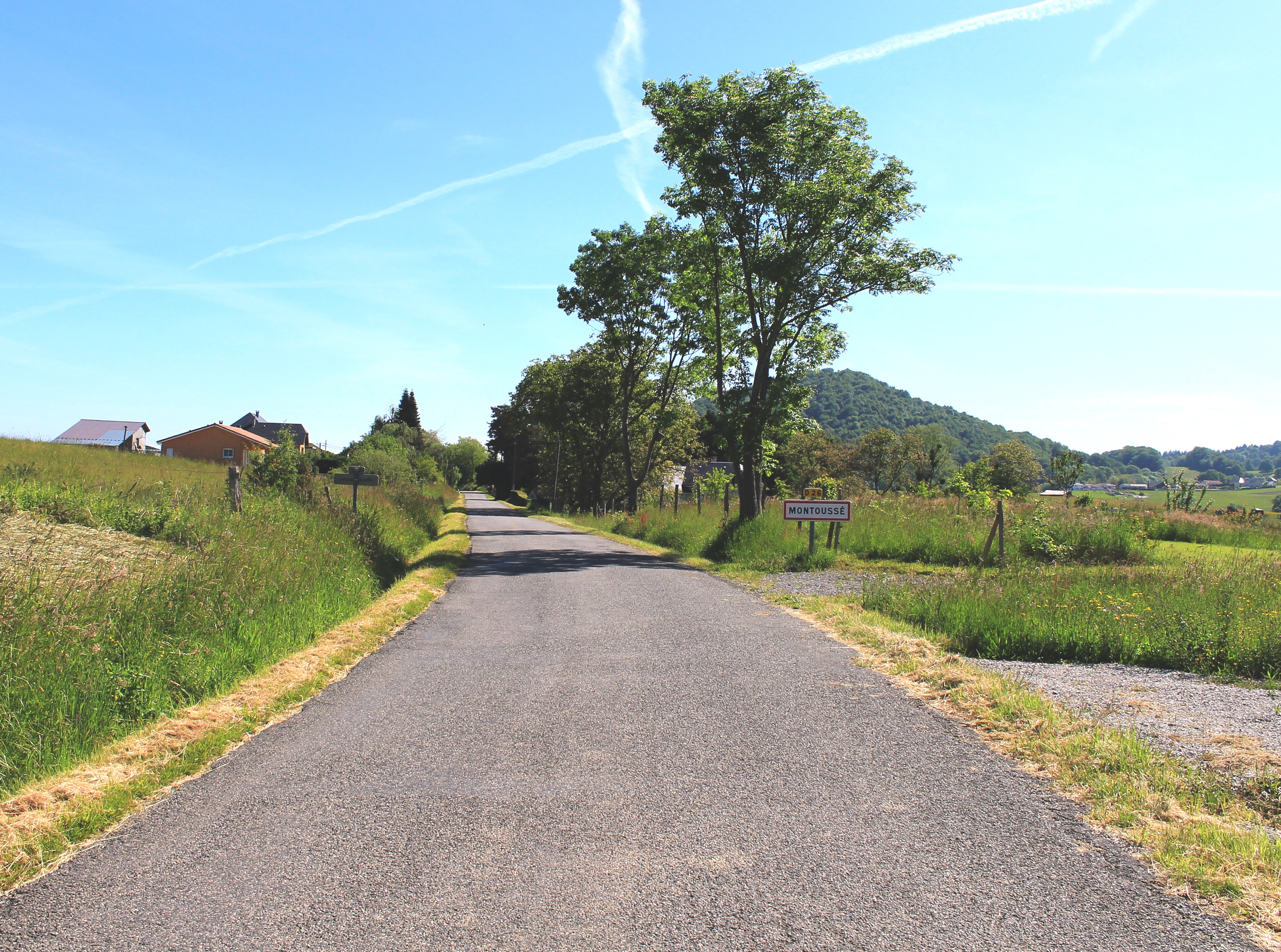
Entrée Sud-Ouest de Montoussé.
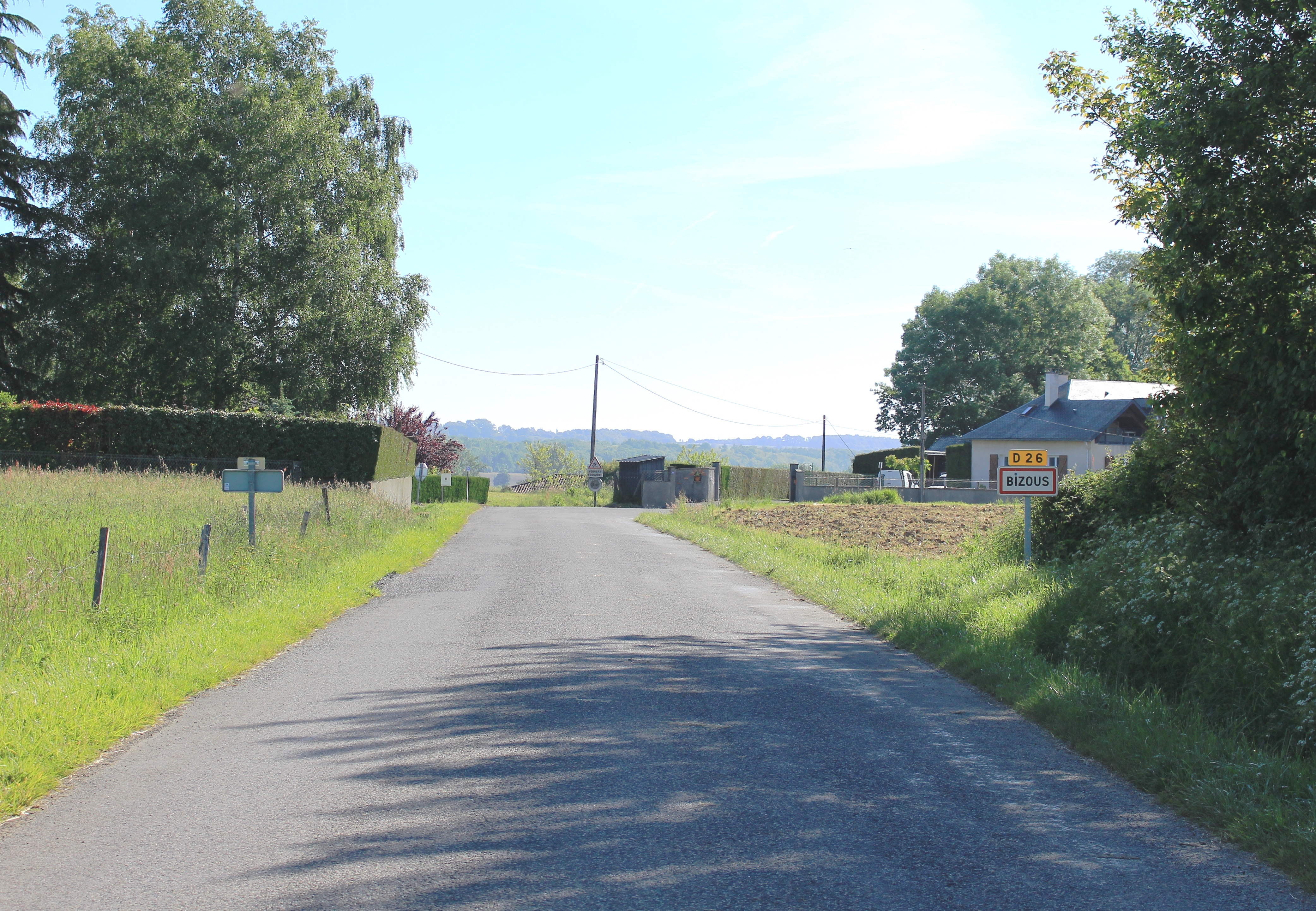
Entrée Sud de Bizous.
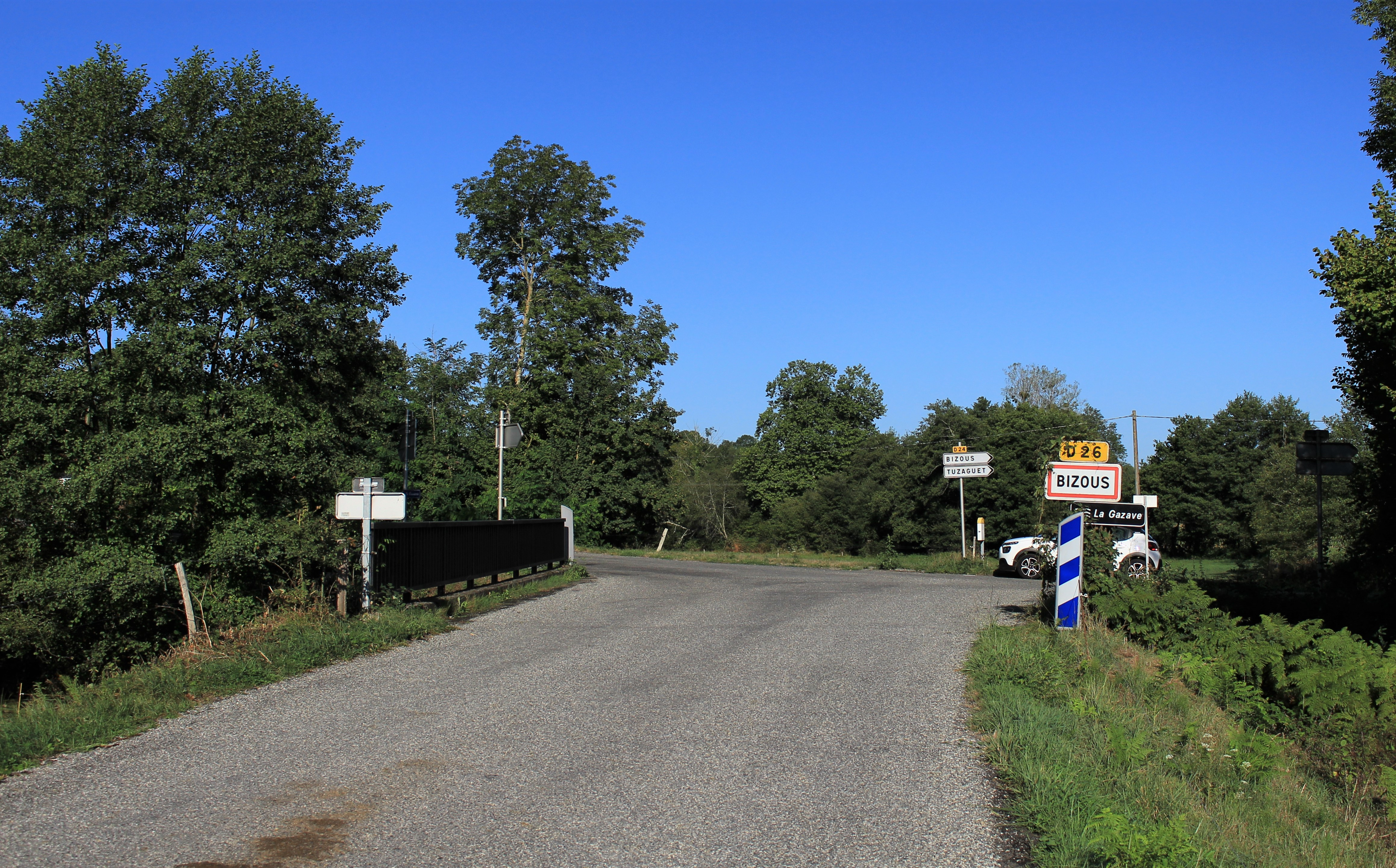
Entrée Sud-Est de Bizous.
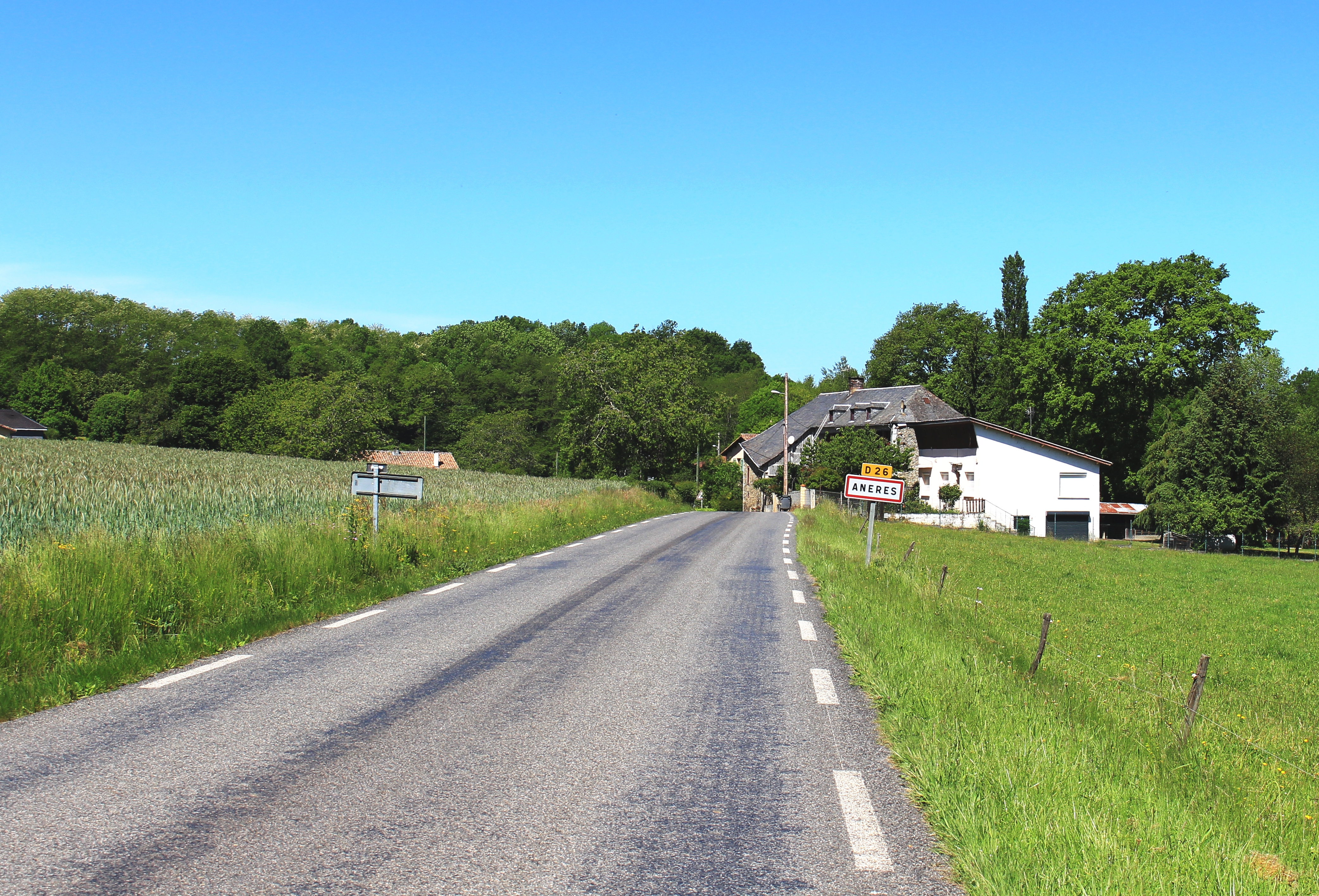
Entrée Sud-Est d'Anères.
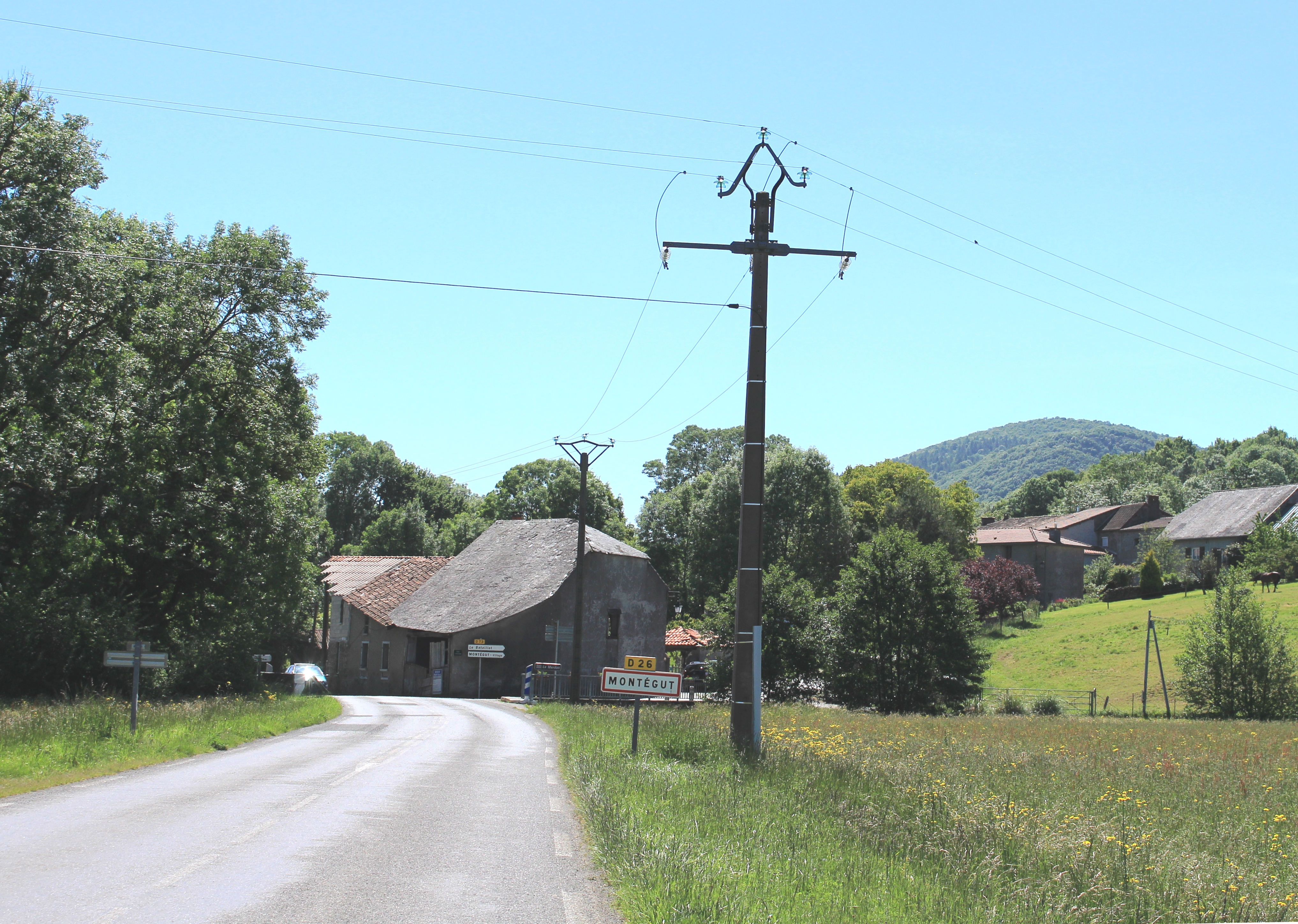
Entrée Ouest de Montégut.